# Сандуляк Іван
Іва́н Сандуля́к (також Сандуляк-Лукинів, Сандуляк-Лукич; 1848, с. Карлів Снятинського повіту, Галичина — 1926) — український громадський діяч, селянин за родом занять, радикал, посол до Галицького крайового сейму 1908—1913.

## Життєпис
Народився в бідній сім'ї.
У 1874 році в рідному селі заснував «Братство тверезости». Разом із Кирилом Трильовським і М. Кейваном був серед засновників першої на Покутті читальні «Просвіти». Один із співзасновників Української радикальної партії. Приятелював з Іваном Франком і Михайлом Павликом. Іван Франко кілька разів відвідував Сандуляка, присвятив йому оповідання «Історія хлопського кожуха» та «Сім казок». Допомагав Кирилові Трильовському при заснуванні «Січей» на Покутті, у Карлові став першим кошовим «Січі». В 1908 р. став послом до Галицького крайового сейму. Після проголошення у 1918 р. ЗУНР був делегатом парламенту ЗУНР.
Описав своє село в газеті «Батьківщина». Регулярно дописував до «Громадського голосу» (Львів). Автор радикальних колядок, які залюбки співало покутське селянство.